# Scindapsus rupestris
Scindapsus rupestris  Ridl. – gatunek wieloletnich, wiecznie zielonych pnączy z rodziny obrazkowatych, pochodzących z Tajlandii, Borneo, Malezji i Sumatry.